# دبیرستان راک اند رول
«دبیرستان راک اند رول» (انگلیسی: Rock 'n' Roll High School) فیلمی در ژانر موزیکال و کمدی است که در سال ۱۹۷۹ منتشر شد.

## بازیگران
- کلینت هاوارد
- پال بارتل
- پاملا جین سولز
- دی یونگ
- وینسنت وان پاتن
- مری وارناف
- رامونز
- گریدی ساتن